# Ложешніков Володимир Іванович
Володи́мир Іва́нович Ложешніков (1962—2014) — солдат резерву, капітан міліції у відставці, Міністерство внутрішніх справ України. Учасник російсько-української війни.

## Біографія
Народився 1962 року в місті Воркута. Його батьки були робочими. 1979 року закінчив школу в Псковській області, служив в РА, з 1984-го в органах МВС СРСР. 1989 року з відзнакою закінчив Талліннську спеціальну школу міліції, 1997-го — Національну академію ім. Ярослава Мудрого. З 1990 року працював в Черкасах у підрозділах карного розшуку, був замісником начальника відділу карного розшуку Соснівського району Черкас. Після звільнення із міліції займався підприємництвом. Кандидував в депутати до Черкаської міської ради.
Після початку російсько-української війни з іншими волонтерами займався формуванням загонів самооборони в Черкасах.
Доброволець, старший оператор протитанкового взводу, 2-й батальйон спеціального призначення НГУ «Донбас».
Першого поранення зазнав у Іловайську 18 серпня. Брав участь в «лобовій» атаці на «Таврії» з гранатами танкових підрозділів російських частин. Важкопоранений 29 серпня в Червоносільському Амвросіївського району під час обстрілу російськими терористами. Помер 31 серпня в Кутейниковому, перебуваючи у полоні терористів. Смерть настала не від отриманих ран — від байдужості російських військових лікарів. Ложешнікову не ввели антисептики, почалась гангрена, через дві доби він помер.
Вдома лишилася дружина та троє дітей. Похований в селі Свидівок Черкаського району.

## Нагороди і вшанування
- За особисту мужність і героїзм, виявлені у захисті державного суверенітету та територіальної цілісності України, вірність військовій присязі під час російсько-української війни нагороджений орденом «За мужність» III ступеня (27.11.2014, посмертно).
- 17 листопада 2016 року — нагороджений відзнакою «Почесний громадянин міста Черкаси»[1].
- 23 травня 2015 року відбулася урочиста церемонія відкриття меморіальної дошки на його честь — встановлено біля входу до будівлі Соснівського райвідділу міліції.
- 22 лютого 2016 року, в рамках процесу декомунізації, вулицю Крупської у Черкасах було перейменовано на вулицю Володимира Ложешнікова.[2]
- 4 червня 2016-го на стіні будинку черкаського залізничного вокзалу відкрито меморіальну дошку на честь Володимира Ложешнікова
- Іловайський Хрест (посмертно)
- Його портрет розміщений на меморіалі «Стіна пам'яті полеглих за Україну» у Києві: секція 4, ряд 3, місце 11
- Вшановується 31 серпня на щоденному ранковому церемоніалі вшанування українських захисників, які загинули цього дня у різні роки внаслідок російської збройної агресії[3]